# Araneus canalae
Araneus canalae är en spindelart som beskrevs av Lucien Berland 1924. Araneus canalae ingår i släktet Araneus och familjen hjulspindlar.
Artens utbredningsområde är Nya Kaledonien. Inga underarter finns listade i Catalogue of Life.